# Liste der Deutschen Evangelischen Allianz nahestehender Organisationen
Neben den rund 1.000 örtlichen Gruppen der Evangelischen Allianz in Deutschland gibt es etwa 370 Organisationen, die ihr nahestehen:
- Kategorie I:[1] 16 selbständige Werke, die eng mit dem Hauptvorstand der Evangelischen Allianz in Deutschland zusammenarbeiten, da sie entweder direkt von der EAD oder mit Unterstützung der EAD gegründet worden sind oder sich später bewusst als solche der EAD angeschlossen haben.
- Kategorie II:[2] ca. 215 selbständige diakonische, evangelistische, missionarische und seelsorgerliche Werke, die überregional arbeiten und sich in ihren Satzungen mit der Zusammenarbeit der Evangelischen Allianz verbunden fühlen und regelmäßigen Kontakt zur Geschäftsstelle der EAD halten.
- Kategorie III:[3] ca. 140 Werke und Einrichtungen, die der Evangelischen Allianz nahestehen, die Glaubensbasis der EAD in ihren Satzungen oder Grundsätzen jedoch nicht offiziell erwähnen. Die Zielsetzungen dieser Werke sind jedoch der Evangelischen Allianz ähnlich.

(Stand 01/2021)

## Selbständige Werke der Kategorie I
- Arbeitsgemeinschaft Evangelikaler Missionen
- Arbeitskreis für evangelikale Theologie
- Christival
- Coworkers (Christliche Fachkräfte International e. V.)
- Christliche Fachkräfte International
- Christliche Medieninitiative pro
- ERF Medien
- Evangelisches Allianzhaus Bad Blankenburg
- Coworkers (Hilfe für Brüder e. V.)
- Evangelische Nachrichtenagentur idea
- Institut für Islamfragen
- Koalition für Evangelisation in Deutschland – Lausanner Bewegung Deutschland
- Micha Deutschland
- Missiotop - das Evangelische Forum für Mission, Kultur und Religion
- netzwerk-m
- ProChrist
- Willow Creek Deutschland

## Verbundene Werke der Kategorie II
- AGJE Deutschland
- Aktion: In jedes Haus e. V.
- Albrecht-Bengel-Haus e. V.
- Allianz-Mission e. V. im Bund Freier evangelischer Gemeinden
- Alpha Deutschland e. V.
- AMK – Arbeitsgemeinschaft für missionarische Arbeit mit Kindern
- Apostolische Kirche Deutschland e. V.
- Arbeitsgemeinschaft Christlicher Plakatmissionen in Deutschland
- Arbeitsgemeinschaft für das messianische Zeugnis an Israel (amzi e. V.)
- Arbeitsgemeinschaft Radio HCJB e. V.
- Arbeitskreis Junger Christen e. V.
- ASEBA e. V. Deutschland
- AVC Deutschland
- Awakening Europe e. V.
- AWM gGmbH
- Beit Sar Shalom Evangeliumsdienst e. V.
- Bibel-Center Freie Theologische Fachschule
- Bibellesebund e. V.
- Bibel-Memory e. V.
- Bibelschule Brake e. V.
- Bibelschule Kirchberg
- Bibelseminar Bonn
- BibelStudienKolleg e. V.
- Blaues Kreuz in Deutschland e. V.
- Bruderdienst-Missionsverlag e. V.
- Brunnen Verlag GmbH
- Calvary Chapel Siegen e. V.
- Campus für Christus e. V.
- China Partner
- Chinesische Missionsgemeinschaft (CMG) Deutscher Zweig e. V.
- Christen im Öffentlichen Dienst in Baden-Württemberg
- Christliche Mission International e. V.
- Christliche Musikakademie
- Christoffel-Blindenmission (CBM) Deutschland
- Christlicher Allianz-Verband (CAV) e. V.
- Christliche Feuerwehrvereinigung e. V.
- Christliche Polizeivereinigung e. V.
- Christlicher Hilfsbund im Orient e. V.
- Christus-Treff e. V.
- Christburg Campus gGmbH
- Chrischona-Gemeinschaftswerk Deutschland e. V.
- Compassion Deutschland
- Cornelius-Vereinigung (CoV) - Christen in der Bundeswehr e. V.

- Deutsche Evangelistenkonferenz
- Deutsche Fernschule e. V.
- Deutsche Indianer Pionier Mission
- Deutsche Inland-Mission e. V. Siegen
- Deutsche Zeltmission e. V.
- Deutsches Mennonitisches Missions-Komitee
- Deutsches Missionsärzte-Team e. V.
- Diakonissen-Mutterhaus Aidlingen e. V.
- Die Arche
- Die Birke e. V. Frauen und Familienberatung
- DIGUNA e. V.
- DMG interpersonal e. V.
- domino Stiftung
- DreiRaum Deutschland e. V.
- Dünenhof
- EBM International
- educare e. V.
- EmwAg e. V.
- Ethnos360 e. V.
- Erope Milal Mission e. V.
- Ev. Diakonissenanstalt Karlsruhe-Rüppurr
- Evangelische Karmelmission e. V.
- Evangelische Mission im Tschad e. V.
- Evangeliumsdienst für Israel
- Evangeliumsgemeinschaft Mittlerer Osten
- faktor c / Christen in der Wirtschaft e. V.
- Family Life Mission
- Forum für Mission unter Chinesen (F.M.C.D. e. V.)
- Forum Wiedenest
- Freie Theologische Hochschule Gießen
- Freikirchlicher Bund der Gemeinde Gottes e. V.
- Freiversammlungsmission e. V.
- Freunde mexikanischer Indianer-Bibelzentren e. V.
- Freundeskreis Christlicher Mission
- Frontiers Deutschland e. V.
- Förderkreis Terra Nova Mondai e. V.
- Geistliches Rüstzentrum Krelingen
- Gemeinde Missions- und Hilfsarbeit
- Gemeinde- und Missionsverein e. V. Allendorf
- Gemeinsam Glauben leben e. V.
- Gerhard-Tersteegen-Konferenz e. V.
- Geschäftsführender Verein der Christlichen Gemeinschaft St. Michael zu Berlin e. V.
- Gesellschaft zur Ausbreitung des Evangeliums
- Gesprächsforum Leben + Glauben
- Glaubenshof Cyriaxweimar e. V.
- Global Aid Network (GAIN)
- Gnadauer Brasilien-Mission
- Helimission e. V.
- help center e. V.
- Helping Hands
- Hoffnung für Kinder in Not
- Horizonte Weltweit e. V.
- humedica e. V.
- ICCC Deutschland
- IGW Deutschland
- indicamino
- Indien-Allianz-Mission e. V.
- Initiative für bibeltreue Hochschulen e. V.
- INPAC
- Inter-Mission e. V.
- Internationale Arbeitsgemeinschaft Mission
- Internationale Sprachenmission e. V.
- Internationaler Gideonbund in Deutschland e. V.
- Jesus-Bruderschaft e. V.
- Jugend für Christus Deutschland e. V.
- Jugend mit einer Mission e. V.
- Jugend-, Missions- und Sozialwerk
- KEB-Deutschland e. V.
- Kinderheim Nethanja Narsapur - Christliche Mission Indien e. V.
- Kinderhilfswerk Global-Care
- Kinderwerk Lima e. V.
- Kirchberghof
- Kommunität „Steh auf!“ e. V.
- Kompass e. V.
- Konferenz Bibeltreuer Ausbildungsstätten e. V.
- Kontaktkreis SAISAMPAN
- Kontaktmission e. V.
- Lebenswende e. V.
- Lebenszentrum Adelshofen e. V.
- Licht im Osten – Missionsbund
- Licht in Lateinamerika e. V.
- Licht und Hoffnung
- Liebenzeller Mission gGmbH
- Lobetalarbeit e. V. Celle
- MännerGebetsBund e. V.
- MAF Deutschland e. V.
- Martin Bucer Seminar
- MB Mission
- MBK - Evangelisches Jugendwerke
- Mission am Nil
- Mission für Süd-Ost-Europa e. V.
- Mission ist possible
- Mission-Net
- missionarisch-unterwegs
- Missionsgemeinschaft der Fackelträger e. V.
- Missionswerk Frohe Botschaft e. V.
- Missionswerk Offene Türen
- MOVIDA International
- Msinga Mission
- MÜHLE WEiNGARTEN
- Navigatoren e. V.
- Nehemia-Team
- Netzwerk Bibel und Bekenntnis
- Neue Hoffnung e. V.
- Neues Leben e. V.
- Neues Leben Ghana
- Neues Leben Indonesien
- Neues Leben Medien
- Neues Leben Stiftung
- Neues Leben Süd-Amerika
- Neukirchener Mission
- New Tribes Mission
- OAC-Missionsteams e. V.
- Offensive Junger Christen – OJC e. V.
- OMF international
- Operation Mobilisation e. V.
- Orientierung: M e. V.
- Our Daily Bread Ministries
- Pacific Missionary Aviation Deutschland e. V. (PMA)
- People International e. V.
- Pfarrerinnen- und Pfarrer-Gebetsbund
- POSITIVO - Hoffnung für Kinder
- ReachAcross e. V.
- Rheinisch-Bergischer Verein Freie Christliche Schulen
- Saat der Hoffnung e. V.
- Sahel Life
- Samaritan’s Purse
- Schwarzes Kreuz Christliche Straffälligenhilfe e. V.
- SMD – Studentenmission in Deutschland
- Soul Devotion
- Sozialmissionarische Arbeit des Deutschen EC-Verbands
- SRS e. V. (Sportmission in Deutschland)
- Stiftung Bibel Liga
- Stiftung Come Together
- Stiftung der Brüdergemeinden in Deutschland
- Stiftung Marburger Medien
- Stiftung ProVita
- Südslawische Christliche Mission e. V.
- Tagungsstätte Hohe Röhn gGmbH
- TeachBeyond Deutschland
- TEAM.F Neues Leben für Familien e. V.
- Thamani-Deutschland
- Theologische Fernschule BFU
- Theologischer Schulungsservice
- To All Nations e. V.
- Treffen Christlicher Lebensrecht-Gruppen e. V.
- Velberter Mission
- Verband Evangelischer Bekenntnisschulen
- Vereinigte Deutsche Missionshilfe
- Vereinigte Kamerun- und Tschad-Mission
- Vereinigte Missionsfreunde e. V.
- Vereinigung Christlicher Friseure in Deutschland
- WEC International
- WeltBeweger Deutschland
- West-Europa-Mission e. V.
- Wir singen für Jesus-Chor
- Wörnersberger Anker
- Word of Life Europe
- Wort & Tat, Allgemeine Missionsgesellschaft e. V.
- Wort des Lebens e. V.
- Wycliff
- Pontes Institut

## Nahestehende Werke der Kategorie III
- Amt für Jugendarbeit der Ev.-Luth. Kirchen in Bayern
- Anskar-Kirche
- Arbeitsgemeinschaft christlicher Lebenshilfen
- Arbeitsgemeinschaft Missionarische Dienste
- Berliner Stadtmission
- Bibelschule Burgstädt
- Bund evangelischer Täufergemeinden
- Bund Evangelisch-Freikirchlicher Gemeinden in Deutschland K.d.ö.R.
- Bund Deutscher Gemeinschafts-Diakonissen-Mutterhäuser
- Bund Freier evangelischer Gemeinden in Deutschland
- Bund Freikirchlicher Pfingstgemeinden KdöR
- Bundesverband Lebensrecht
- CCLI Lizenzagentur
- Christ und Jurist
- Christliche Ehe- u. Familienarbeit CEF e. V.
- Christliche Literatur-Mission
- Christlicher Hilfsdienst Bad Hersfeld e. V.
- Christlicher Hilfsverein Wismar e. V.
- Christlicher Missionsdienst
- Christlicher Missionsverein
- Christus für Europa
- Christusträger Bruderschaft
- Christusträger-Schwesternschaft e. V.
- CVJM-Landesverband Baden e. V.
- CVJM-Gesamtverband in Deutschland e. V.
- CVJM-Landesverband Bayern e. V.
- CVJM-Landesverband Sachsen e. V.
- CVJM-Westbund
- CVJM-Missio-Center Berlin
- Deutscher Christlicher Technikerbund
- Deutscher Gemeinschafts-Diakonieverband e. V.
- Deutscher Jugendverband Entschieden für Christus (EC) e. V.
- Diakoniegemeinschaft Puschendorf e. V.
- Diakoniewerk Kirchröder Turm e. V.
- Diakonissen-Mutterhaus „Altvandsburg“
- Diakonissen-Mutterhaus Bad Harzburg
- Diakonissen-Mutterhaus Bleibergquelle
- Diakonissen-Mutterhaus Elbingerode
- Diakonissen-Mutterhaus Hebron
- Diakonissen-Mutterhaus Hensoltshöhe
- Diakonissen-Mutterhaus Lachen
- Diakonissen-Mutterhaus Lobetal e. V.
- Diakonissen-Mutterhaus Lörrach
- Diakonissen-Mutterhaus Salem-Lichtenrade
- Diakonissen-Mutterhaus St. Chrischona
- Diakonissenanstalt Salem-Köslin - Minden
- Die Apis e. V.
- Die Heilsarmee
- Dienstgemeinschaften für Verkündigung und Seelsorge (RGAV)
- Diospi Suyana e. V.
- Dorothea Mission Südafrika e. V.
- Dr. Wandel-Stiftung für Kinder- und Jugendevangeliation in Deutschland
- Elbingeröder Gemeinschaftsverband
- Evangelisch-lutherisches Missionswerk in Niedersachsen
- Evangelische Ausländerseelsorge
- Evangelische Brüder-Unität
- Evangelische Brüdergemeinde Korntal
- Evangelische Gesellschaft für Deutschland
- Evangelische Missionsschule Unterweissach
- Evangelische Volks- und Schriftenmission
- Evangelischer Gemeinschaftsverband Herborn
- Evangelischer Gemeinschaftsverband Hessen-Nassau e. V.
- Evangelischer Gemeinschaftsverband Pfalz e. V.
- Evangelischer Gemeinschaftsverband Rhein-Main
- Ev. Gemeinschaftsverband Siegerland-Wittgenstein
- Evangelischer Gnadauer Gemeinschaftsverband
- Evangelischer Ostfriesischer Gemeinschaftsverband
- Evangelisches Diakonissenhaus Bethlehem
- Evangelistenschule Johanneum
- Freie Evangelische Bekenntnisschule Bremen
- Geistliche Gemeinde-Erneuerung in der Ev. Kirche
- Gemeinde der Christen ECCLESIA
- Gemeinde Gottes Deutschland KdöR
- Gemeindehilfsbund Walsrode
- Gemeinsam für Berlin e. V.
- Gemeinschafts-Diakonie-Verband Berlin e. V.
- Gemeinschaftsverband Sachsen-Anhalt
- Gemeinschaftswerk Berlin-Brandenburg
- Gnadauer Posaunenbund
- goUnity (bis 2024 „IVCG“)
- Habitat for Humanity in Deutschland
- Hannoverscher Verband Landeskirchlicher Gemeinschaften e. V.
- Heilsarmee
- Hensoltshöher Gemeinschaftsverband
- Hessischer Gemeinschaftsverband e. V.
- HMK - Hilfe für verfolgte Christen
- Hoffnung für Dich e. V.
- Holzlandgemeinschaft Bruderhof
- IM Deutschland
- Internationale Christliche Botschaft Jerusalem
- Juden für Jesus
- KALEB e. V.
- Karl-Heim-Gesellschaft
- Kindernothilfe e. V.
- Kirche des Nazareners
- Kirchlicher Gemeinschaftsverband
- Kirchliche Sammlung um Bibel und Bekenntnis in Bayern
- Landeskirchlicher Gemeinschaftsverband in Bayern
- Landeskirchlicher Gemeinschaftsverband Vorpommern e. V.
- Landesverband Landeskirchlicher Gemeinschaften Sachsen e. V.
- Langensteinbacherhöhe
- Lebendige Gemeinde. Christusbewegung in Württemberg
- Lebenszentrum - Jahr der Orientierung
- Liebenzeller Gemeinschaftsverband e. V.
- Lobetal gemeinnützige GmbH
- Marburger Kreis e. V.
- Mecklenburgischer Gemeinschaftsverband
- Mercy Ships Deutschland e. V.
- Missionarisch-diakonische Ausbildungsstätte Malche
- Moms in Prayer International e. V.
- Mülheimer Verband Freikirchlich-Evangelischer Gemeinden
- Oberbergischer Gemeinschaftsverband
- Ohofer Gemeinschaftsverband
- On The Move Deutschland e. V.
- Open Doors Deutschland
- Opportunity International Deutschland
- Philippus-Dienst e. V.
- Pinea-Programm-Gruppe
- Projekt LEBEN
- RailHope - Christen bei den Bahnen
- Scharnsteiner Bibelkreis
- Stiftung casayohana
- Stiftung CHRISTEN HELFEN
- Stiftung Christliche Medien (SCM)
- Stiftung Diakonissenhaus Friedenshort
- Stiftung Studien- und Lebensgemeinschaft TABOR
- Sächsisches Gemeinschafts-Diakonissenhaus „Zion“
- Studiengemeinschaft Wort und Wissen
- Süddeutscher Gemeinschaftsverband
- Südwestdeutscher Gemeinschaftsverband
- Theologische Hochschule Elstal
- Theologische Hochschule Ewersbach
- Theologisches Seminar Berlin
- Thüringer Gemeinschaftsbund
- Tor zum Leben – LIFEGATE Rehabilitations e. V.
- Verband der Gemeinschaften in der Landeskirche in Schleswig-Holstein e. V.
- Verband DCG Deutschland e. V.
- Verein zur Hilfe in außerordentlichen Notfällen e. V.
- Volksmission entschiedener Christen
- Wahre Liebe Wartet
- Weißes Kreuz e. V.
- Wendepunkt e. V.
- Westdeutscher Gemeinschaftsverband
- Westfälischer Gemeinschaftsverband e. V.
- Württembergischer Christusbund e. V.
- Zentral-Afrika-Mission